# Kezdőirat
A kezdőirat a jogi szaknyelvben olyan iratot jelent, amelynek a bíróságon nincs előzménye; továbbá, amely törvény értelmében érdemben vagy ügyviteli szempontból befejezett ügyben új eljárás lefolytatását vagy a már befejezett üggyel kapcsolatban önálló intézkedést, valamely kérelem önálló elintézését igényli.